# Gonolobus grayumii
Gonolobus grayumii är en oleanderväxtart som beskrevs av W.D.Stevens. Gonolobus grayumii ingår i släktet Gonolobus och familjen oleanderväxter. Inga underarter finns listade i Catalogue of Life.